# Aspersorium

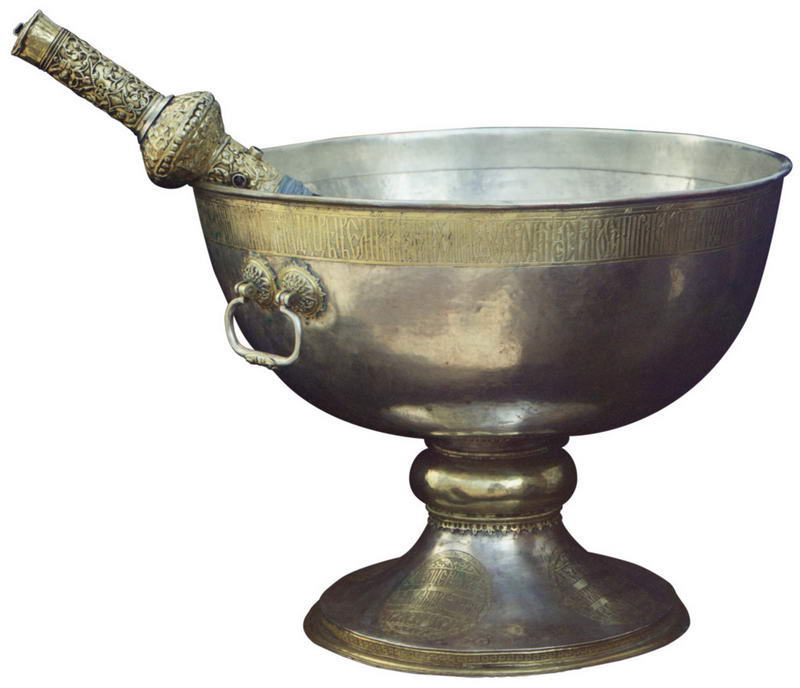
Aspersorium s kropáčem z doby ruského cara Michaila I. Fjodoroviče.

Aspersorium (z latinského aspergere, pokropit) je přenosná nádoba na svěcenou vodu, do které se namáčí kropáč (aspergil) při žehnání svěcenou vodou v římskokatolické církvi. V přeneseném významu může jít i o kropenku. Osoba nesoucí aspersorium se nazývá asperferář. 